# Limenitis privigna
Limenitis privigna är en fjärilsart som beskrevs av Hans Fruhstorfer 1915. Limenitis privigna ingår i släktet Limenitis och familjen praktfjärilar. Inga underarter finns listade i Catalogue of Life.